# Piaggio Ape
Piaggio Ape je malý tříkolový užitkový automobil vyráběný od roku 1948 firmou Piaggio. Je používán převážně v Itálii, hlavně pod San Marinem, ale i v Německu došel k oblibě hlavně na jihu.[zdroj?] V Itálii je používán pro prodej zmrzliny, kávy a pečiva. Používá se také na rozvoz pizzy.
Název Ape znamená v italštině včela.

## Verze
- 1945- s úpravami DOSUD - Ape calessio: verze určená na přepravu cestujících (3,5 místa k sezení) od roku 2009 jezdí i na elektromotor.
- 1947-1952 - Ape: 125 cm³ motor, přední vidlice namontovaná na levé straně kola a montáž sloupce řadicí páky.
- 1952-1956 - Ape B: podobný model, ale s motorem 150 cm³, korby z lisované oceli, přední vidlice namontována napravo od kola a převodovka ovládaná lankem.
- 1956-1967 - Ape C: Stále sportovní 150 cm³ motor: první Ape s uzavřenou kabinou, olej a směs jsou umístěny pod sedadlem řidiče. Šlo ještě spustit ručně, ale elektrický start byl také možností.
- 1967-1974 - Ape D: 175 cm³ motor. Doporučený lichoběžníkový světlomet a sací ventil, který umožňoval motoru běžet s 2% ropného mixu. První Ape s topením v kabině.
- 1965-1973 - Ape E: Shodné s modelem D, ale s motorem 150cc.
- 1968-1978 - Ape MP: s motorem vzadu, motor byl přemístěn z kabiny dozadu pro zlepšení pohodlí.
- 1970-1978 - Ape E/400R: 175 cm³ motor a drobné změny.
- 1979-1981 - Ape P: 175 cm³, s menšími změnami.
- 1981-1993 - Ape 500: 175 cm³, s novou přepážkou a se dvěma světlomety.
- 1993-dosud - Ape 50: 49,8 cm³, boční světla.
- 1993-dosud - Ape TM: 218cc a 412cc benzín diesel. Maximální rychlost pro benzinovou verzi je 60 km / h, 63 km / h pro dieselovou verzi.
- 1994-dosud - Ape Web, 49,8 cm³ motor, přepracované přední a zadní světlomety.
- 2000-dosud - Ape Cross 50: sportovní vzhled předchozího Ape.
- 2006-dosud - Ape Classic, postavený v Indii s dieselovým motorem Lombardini 422cc

## Galerie

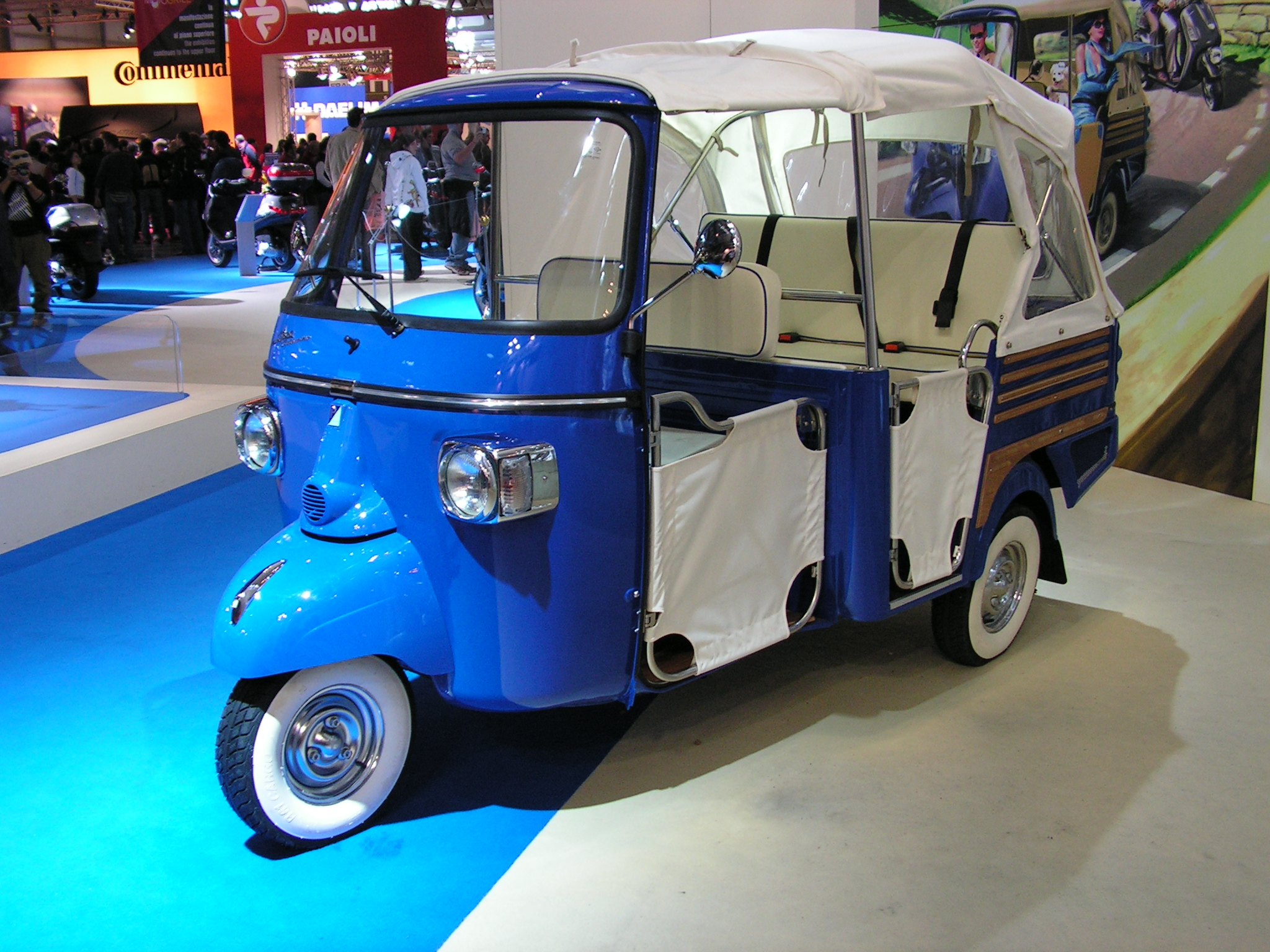
Piaggio Ape Calessino
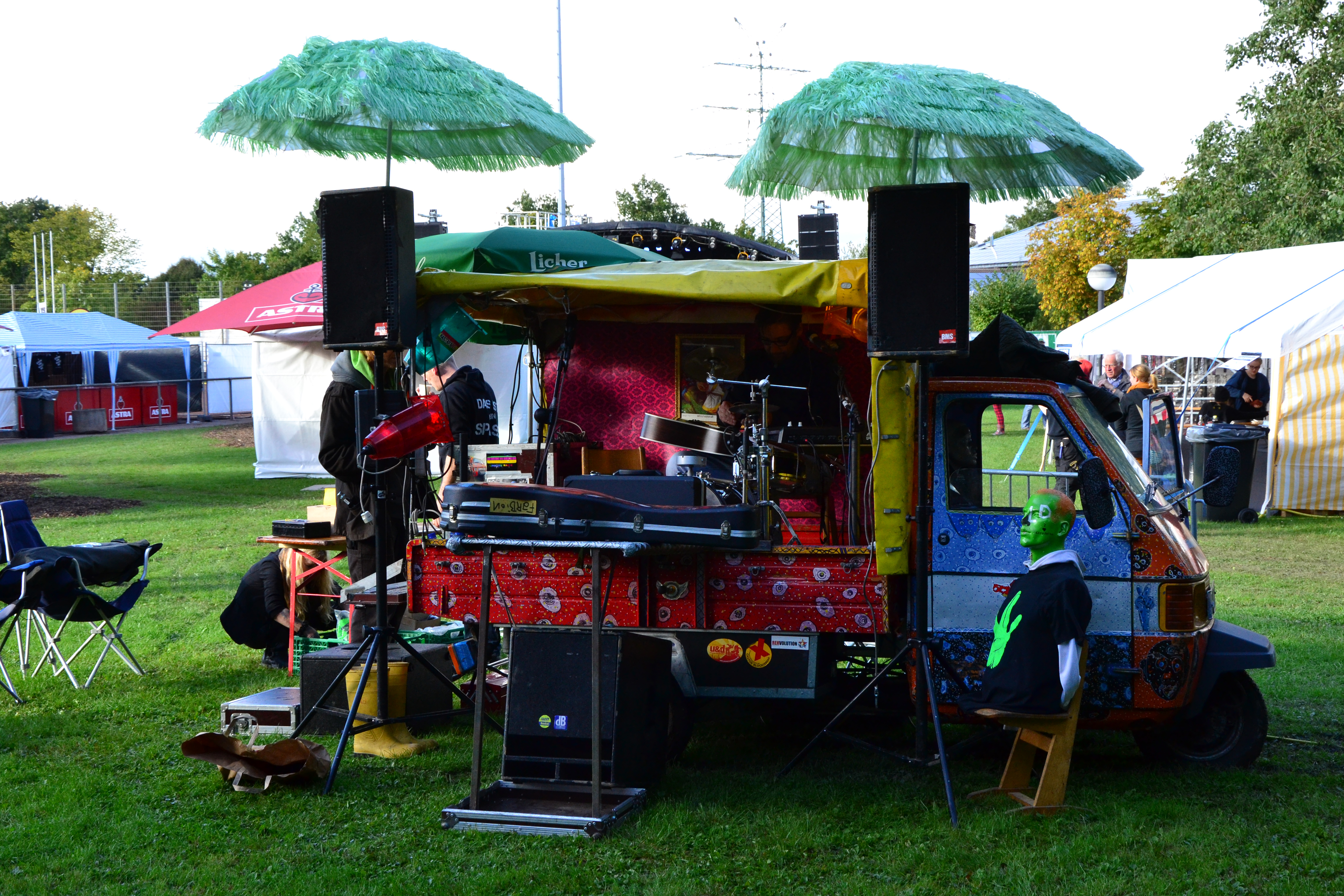
Úprava na hudební pódium na festivalu
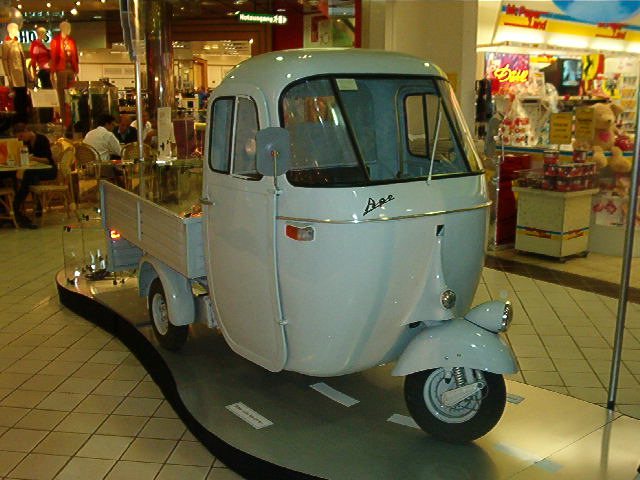
Piaggio Ape C
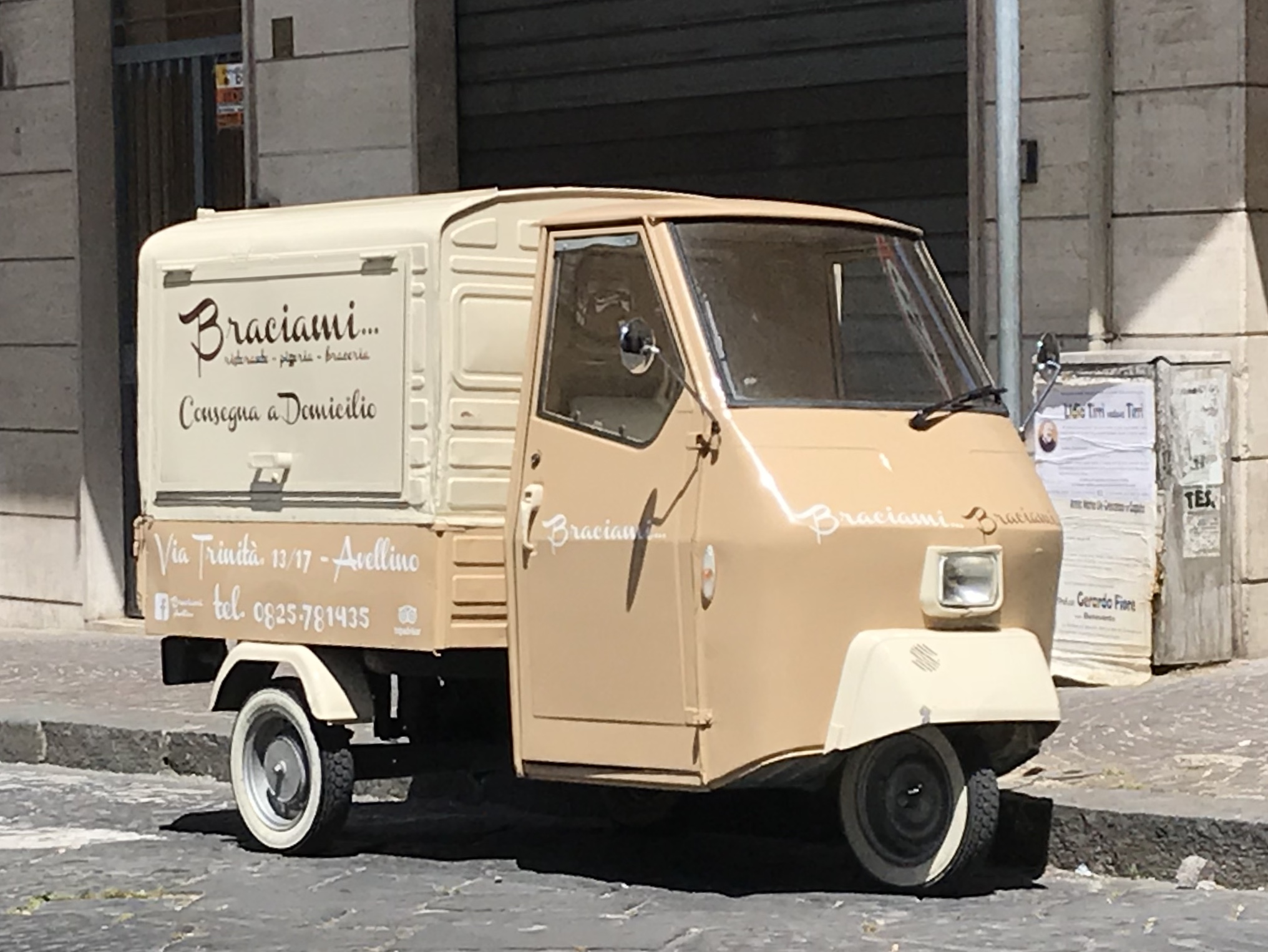
Piaggio Ape 50 Cassonata
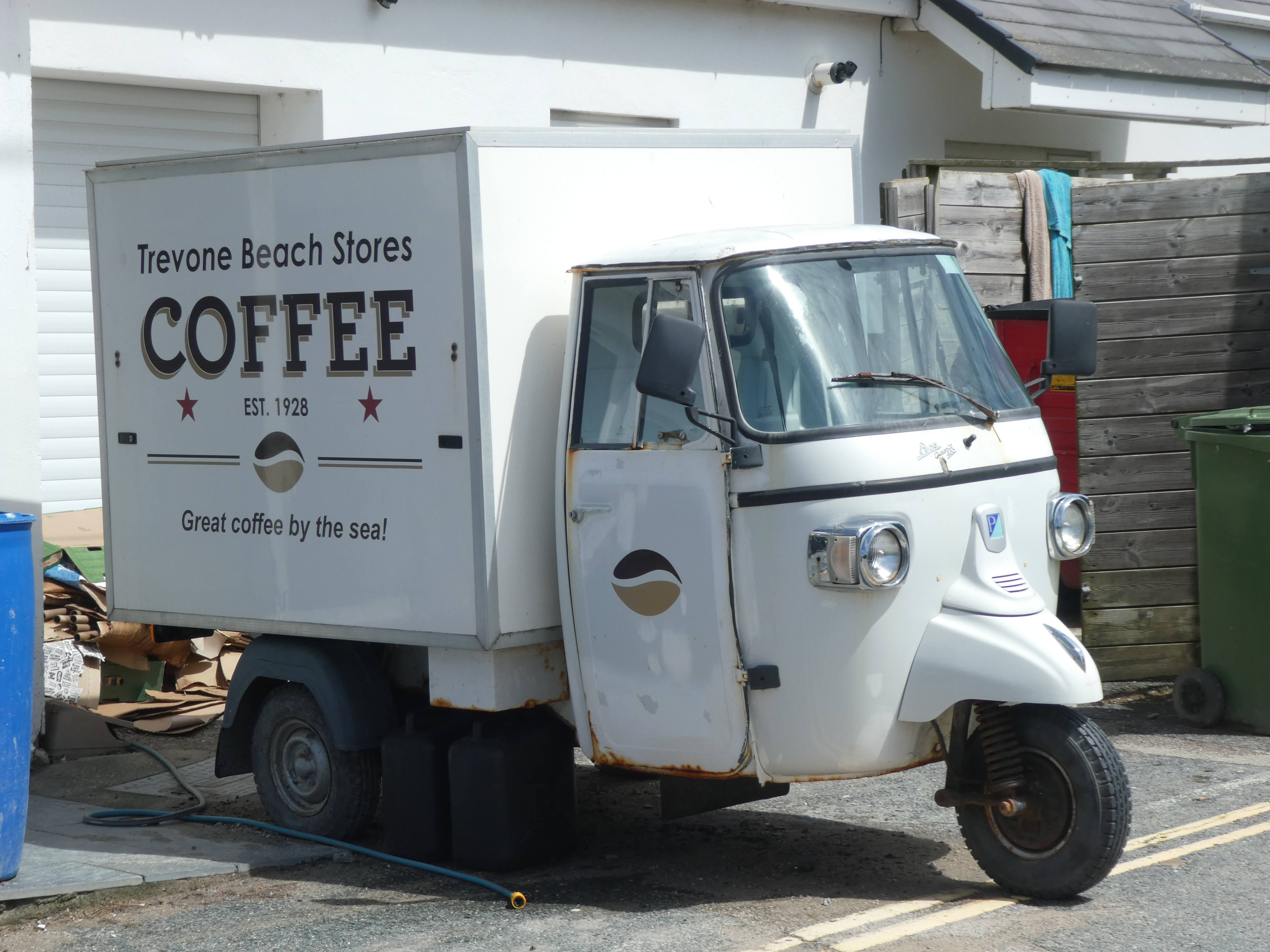
Piaggio Ape Classic 400
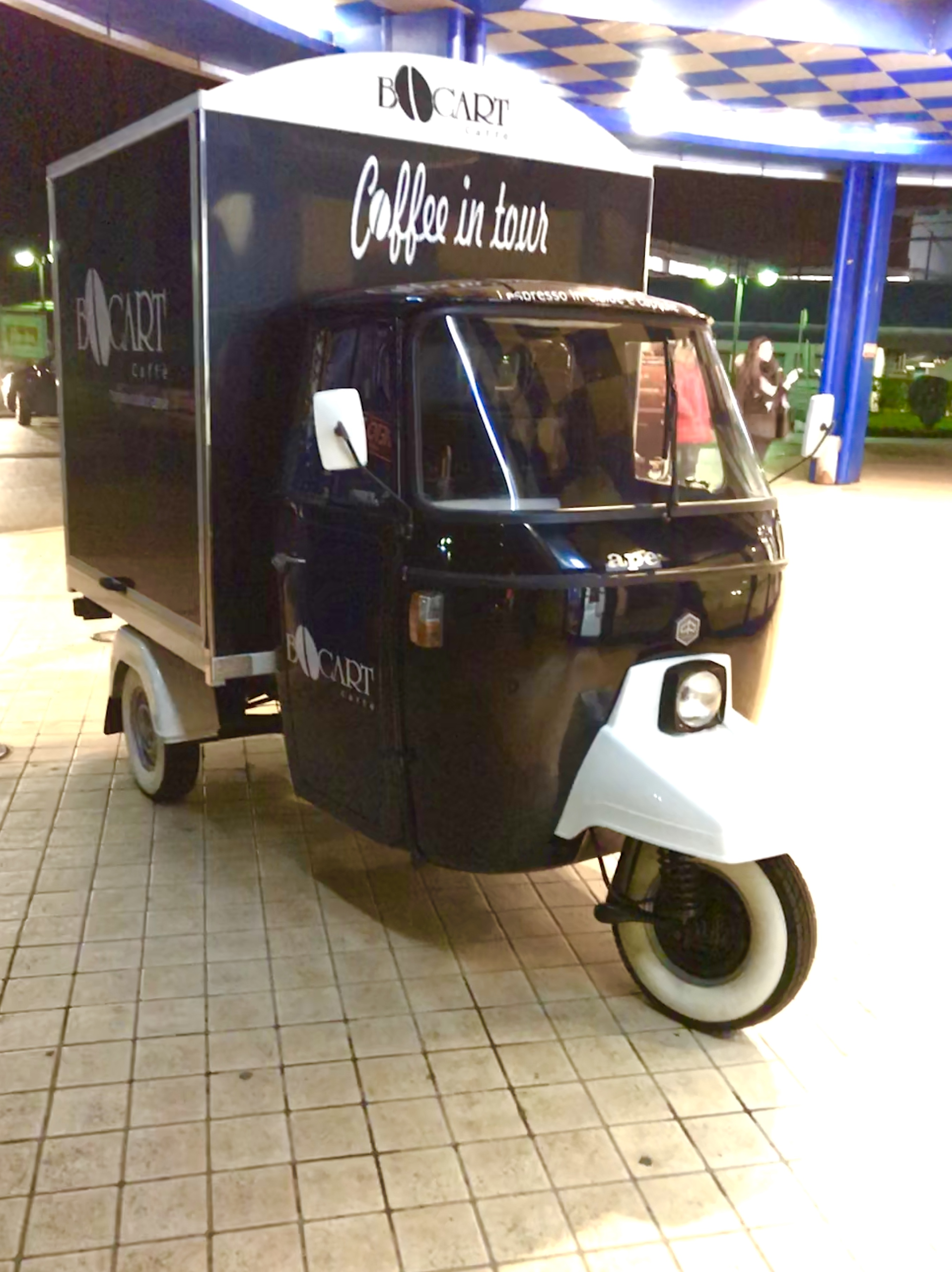
Piaggio Ape P501
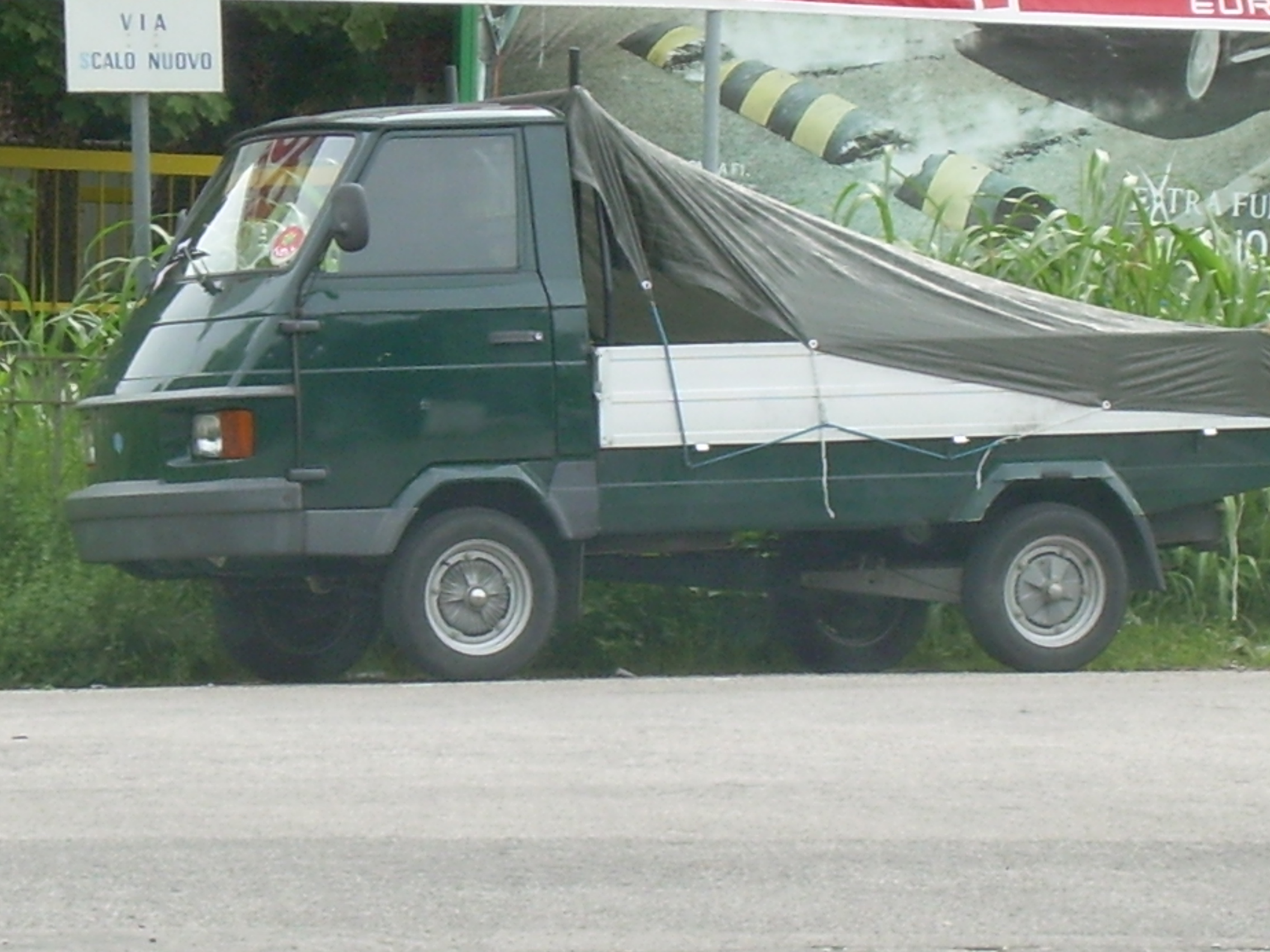
Čtyřkolová verze
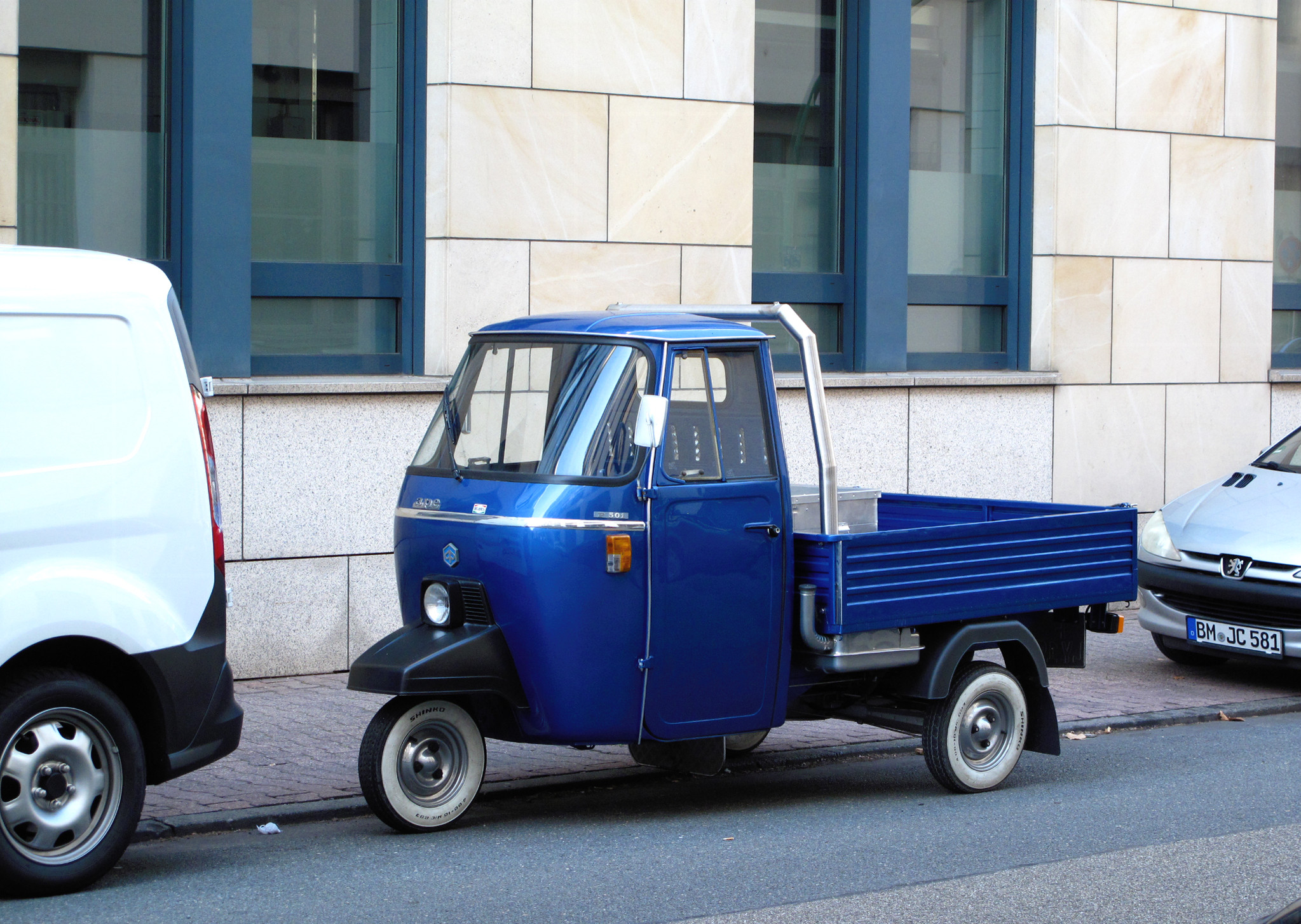
Piaggio Ape P501
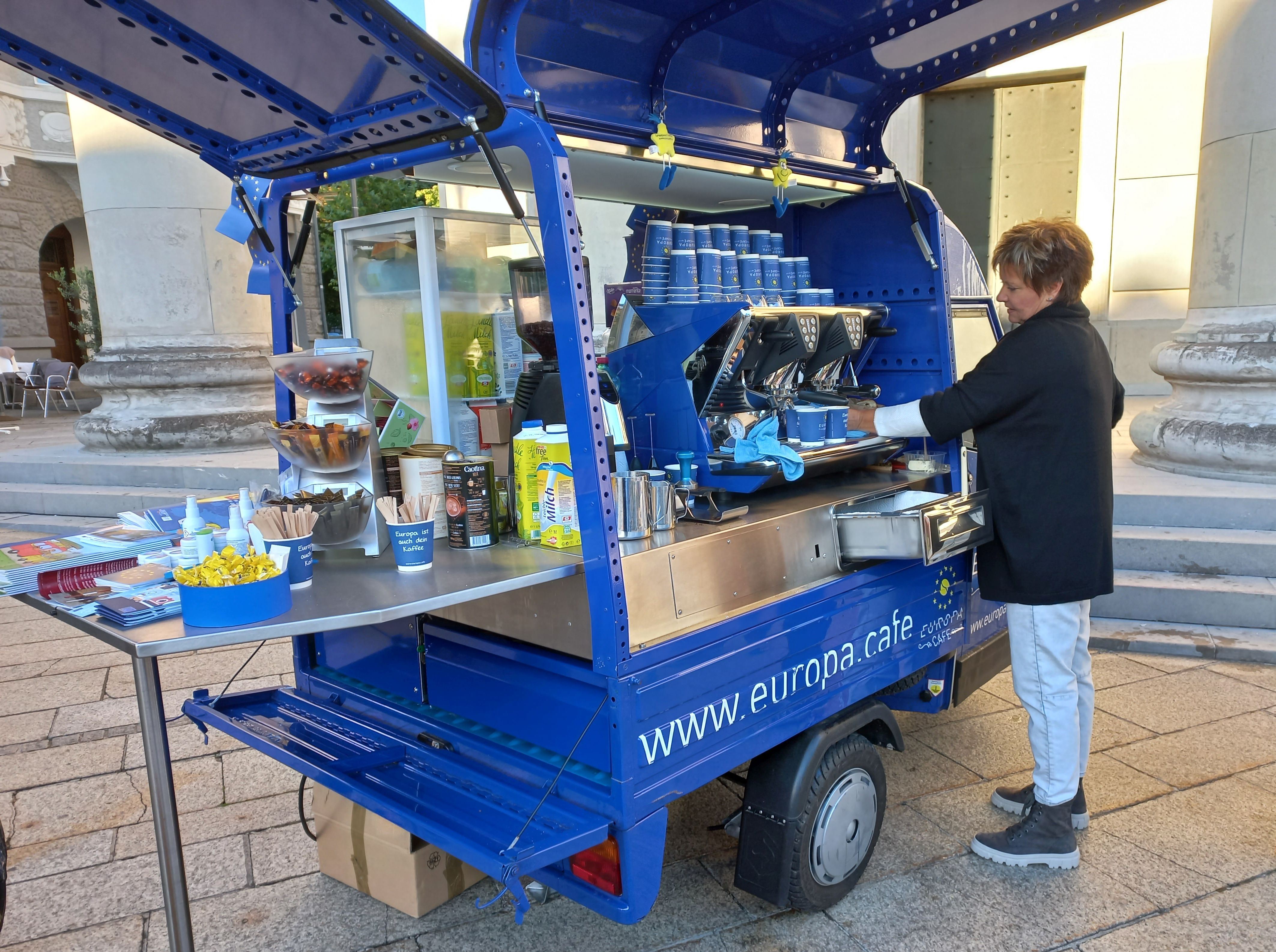
Úprava na pojízdnou kávarnu
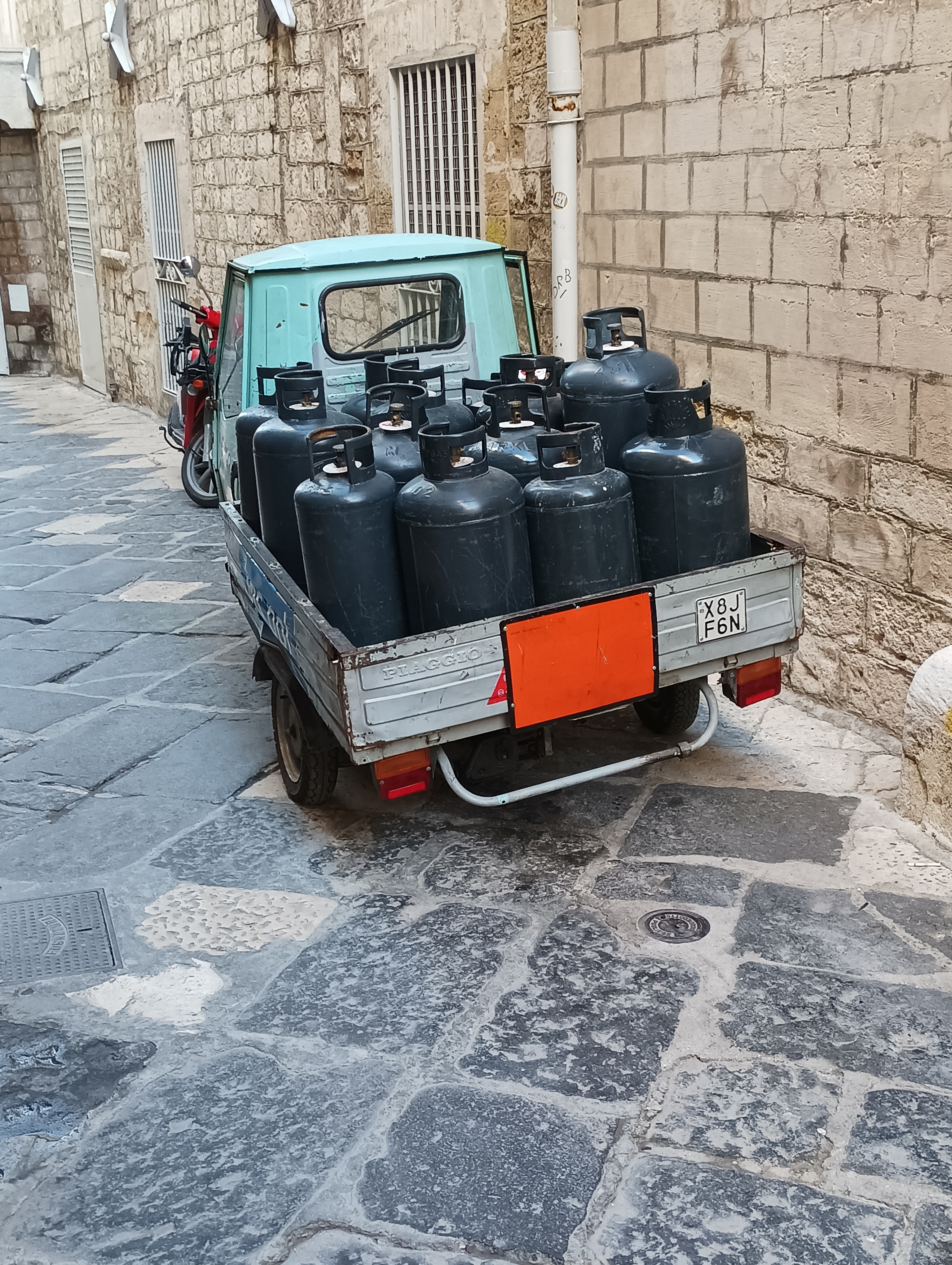
S velkým nákladem